# Azygocypridina
Azygocypridina is een geslacht van kreeftachtigen uit de klasse van de Ostracoda (mosselkreeftjes).

## Soorten
- Azygocypridina africana (Stebbing, 1901) Sylvester-Bradley, 1950
- Azygocypridina birsteini Rudjakov, 1961
- Azygocypridina brynmawria Diamond, de Forges & Kornicker, 2008
- Azygocypridina gibber (Mueller, 1906) Sylvester-Bradley, 1950
- Azygocypridina grimaldii (Granata, 1919)
- Azygocypridina imperator (Brady, 1880) Sylvester-Bradley, 1950
- Azygocypridina imperialis (Stebbing, 1901) Sylvester-Bradley, 1950
- Azygocypridina lowryi Kornicker, 1985
- Azygocypridina ohtai Hiruta, 1981
- Azygocypridina rudjakovi Kornicker, 1970